# Невилл, Кэтрин (писательница)
Кэ́трин Не́вилл (англ. Katherine Neville; 4 апреля 1945 года, Сент-Луис, Миссури, США) — американская писательница, работающая в жанре приключенческого романа. Самыми известными произведениями являются: «Восемь» (англ. The Eight), «Рассчитанный риск» (англ. A Calculated Risk) и «Магический круг» (англ. The Magic Circle).

## Биография
Кэтрин Невилл родилась 4 апреля 1945 года в Сент-Луисе (штат Миссури). После окончания колледжа она переезжает в Нью-Йорк, где работает в сфере компьютерных технологий.
В 1970-е годы Кэтрин работает международным консультантом при правительстве Алжира. В конце 1970-х она переходит на работу в Департамент энергетики по ядерным исследованиям в исследовательский центр штата Айдахо. Со школьной скамьи и в перерывах между работой Кэтрин занимается рисованием (художник-портретист) и работает моделью. Эта сторона её деятельности впоследствии приводит Невилл в фотографию, она даже начинает развивать собственный бизнес в этой сфере.
В 1980 году она переезжает в Сан-Франциско, где становится вице-президентом Банка Америки (англ. Bank of America).
Некоторое время Кэтрин жила в Европе, однако впоследствии приняла решение поселиться в Вашингтоне (округ Колумбия). В настоящее время работает над созданием нового романа — о художниках.

## Произведения
Романы Кэтрин Невилл переведены на более чем 40 языков и входят в списки бестселлеров по всему миру. Успех автору принёс роман «Восемь», который был назван испанской газетой El País «одной из десяти лучших книг всех времён».
| Год  | Название          | Примечания                  |
| ---- | ----------------- | --------------------------- |
| 1988 | Восемь            |                             |
| 1992 | Рассчитанный риск |                             |
| 1998 | Магический круг   |                             |
| 2008 | Огонь             | продолжение романа «Восемь» |